# 利比亞簽證政策
前往“利比亚”的游客必须从 利比亚外交使团之一或在线获得 签证，除非他们来自其中一个签证豁免国家/地区。

## 簽證政策示意圖

利比亞
免簽
電子簽證
需要簽證
限制或禁止入境

## 免签证
持有以下国家护照的人以及居住在这些国家的难民和无国籍人士可免签证进入利比亚，最长停留期为 3 个月（马来西亚除外，停留期为 14 天）：
| - 阿尔及利亚 - 马来西亚 | - 毛里塔尼亚 - 突尼西亞 |  |

### 有条件免签
此外，以下国家特定年龄组和性别的国民也可以免签证进入利比亚 3 个月：
| - 埃及1 - 土耳其2 |

1 - 對18歲以下或45歲以上男子以及所有女子免簽(可以申請電子簽證)

2 - 對所有16歲以下或50歲以上的該國公民免簽(可以申請電子簽證)

### 非普通护照
持有下列国家的外交、公务、公务或特殊护照的人可以免签证进入利比亚：
| - 阿尔及利亚1 - 2 X - 1 - 2 D | - 4 - 6 D - 埃及2 - 3 D | - 義大利2 - 马来西亚6 - 5 D - 毛里塔尼亚1 - 摩洛哥2 | - 斯洛維尼亞2 - 苏丹5 - 突尼西亞1 - 土耳其2 - 委內瑞拉2 |  |

D - 仅限外交护照。

X - 暂时暂停。

1 - 3 个月。

2 - 90 天。

3 - 60 天。

4 - 45 天。

5 - 30 天。

6 - 14 天。

## 电子签证（eVisa）
利比亚于2024年3月21日推出电子签证系统。旅游电子签证有效期为90天，适合单次入境，允许来自大多数国家的申请人在支付63美元费用后停留不超过30天。

## 强制货币兑换
出于旅游目的前往利比亚的游客须在抵达时兑换 1,000 美元 或等值的可自由兑换现金，或从有效信用卡中扣除金额。否则将导致旅客被拒绝入境。
探访居民且持有涵盖整个住宿期间的担保证明的人员以及持有有效签证的付费旅游套餐一部分的人员除外。

## 入境限制

### 关闭边境
利比亚与乍得、尼日尔、苏丹和阿尔及利亚的边界已关闭。
事实上，这些边界并非由政府控制，而是由图阿雷格人和图布人控制。

### 卡塔尔
卡塔尔国民只能通过库夫拉、班加西、德尔纳、加特、侯恩、加达梅斯、的黎波里国际机场、米蒂加国际机场、米苏拉塔、乌巴里、萨卜哈和塞尔特。卡塔尔国民被拒绝通过其他入境口岸入境或过境。

### 禁止进入
以下国家的国民不得进入利比亚；但是，它们被允许在利比亚过境：
| - 伊朗 - 巴基斯坦 | - 苏丹 - 叙利亚 - 葉門 |  |

### 旅行限制
截至 2013 年，美国、新西兰、澳大利亚、加拿大、爱尔兰、英国、西班牙、法国、匈牙利、拉脱维亚、德国、奥地利、保加利亚、挪威、克罗地亚、罗马尼亚、斯洛文尼亚、捷克、俄罗斯、丹麦、斯洛伐克、爱沙尼亚、意大利、波兰和伊朗建议其公民避免所有（或不必要的）前往利比亚的计划。

### 以色列
禁止以色列国民入境和过境，即使没有下飞机并乘坐同一航班。 访客（无论国籍）在以下情况下也将被拒绝入境和过境：持有包含以色列签证的旅行证件或任何进入以色列的证据。